# Ibrahim Babangida

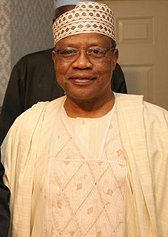
Ibrahim Babangida

Generalmajor Ibrahim Badamasi Babangida (* 17. August 1941 in Minna) oder kurz IBB war von 1985 bis 1993 Militärdiktator Nigerias.

## Leben
Nach seinem Eintritt in die nigerianischen Streitkräfte 1962 absolvierte Babangida eine Offizierskarriere. Er wurde u. a. an der Militärakademie Kaduna sowie zusätzlich in Indien, Großbritannien und den USA ausgebildet. 1964 bis 1966 Truppenkommandeur, 1970 bis 1972 Major und Leiter des Instituts der Militärakademie Kaduna. Von 1975 bis 1979 war er Mitglied des Obersten Militärrates in der ersten Regierung von Olusegun Obasanjo; die gleiche Position hatte er von 1983 bis 1985 unter dem Militärdiktator Muhammadu Buhari inne. Unter den Präsidenten Obasanjo und Buhari übernahm er weiterhin folgende Positionen: 1977 nach Absolvierung des Stabskollegs Kommandeur des Panzerkorps, 1979 Beförderung zum Brigadegeneral, 1981 Direktor für Planung und Aufgaben des Armeestabes sowie Chef des Stabes. Nach dem Putsch vom 31. Dezember 1983 und dem Sturz der Zivilregierung von Shehu Shagari wurde er Oberbefehlshaber der Armee.

## Präsident
General Babangida regierte die Bundesrepublik Nigeria vom 27. August 1985 bis zu seinem Rücktritt am 27. August 1993 auf den Tag genau 8 Jahre.

### Palastcoup gegen die Regierung Buhari
Am 27. August 1985 kam Babangida durch einen unblutigen Putsch gegen Präsident Buhari an die Macht und wurde selbst Staatschef. Er trat mit dem Versprechen an, die von der Vorgängerregierung begangenen Menschenrechtsverstöße zu beenden und die Macht im Jahre 1990 an eine zivile Regierung abzugeben. Nach einer anfänglich eher liberalen Politik war sein Regime durch zunehmende Repression und massive Korruption mit massivem Legitimitätsverlust gekennzeichnet und wurde in der Folge ebenfalls mit massiven Menschenrechtsverstößen und politischen Morden in Verbindung gebracht. Ein von Babangida initiierter Demokratisierungsprozess zur Gründung einer III. Republik endete als Fehlschlag.

### Putschversuch 1990
Am 22. April 1990 überstand Babangida einen Putschversuch unter der Führung Major Gideon Orkar. Rebellen griffen die Dodan Barracks in Lagos, dem Hauptquartier der Militärs und Residenz des Präsidenten, an. Babangida, welcher sich zu dieser Zeit dort aufhielt, gelang allerdings die Flucht. Die Wachen überwältigten die Angreifer. Dabei kamen fünf Angehörige der Präsidialgarde ums Leben.

### Präsidentschaftswahlen 1993
Als Teil des Programms zur Rückkehr zu einer zivilen Regierung wurden 1990 lokale Wahlen und 1992 Parlamentswahlen abgehalten. Wahlen für einen zivilen Präsidenten wurden im Juni 1993 durchgeführt. Es waren die ersten Präsidentschaftswahlen seit dem Militärputsch. Moshood Abiola von der Social Democratic Party, welcher als Sieger der Wahl hervorging, war vorher von Babangida ausgewählt worden, Spitzenkandidat einer der beiden Parteien zu werden, die die Militärdiktatur durch ein Zivilsystem ablösen sollten.  Abiola setzte sich mit 58 % zu 41 % gegen den Kandidaten der National Republican Convention, Bashir Tofa durch. Obwohl die Wahl allgemein als frei und demokratisch betrachtet wurde, wurde sie von General Babangida annulliert. Diese Annullierung „ist einer der Punkte, mit denen wir leben müssen“ und dass „die Nigerianer dies eines Tages unserem Regime verzeihen würden“, sagte Babangida in einer Erklärung. Nach der Annullierung der Wahlen begann das Regime mit einer massiven und heimtückischen Propaganda, mit der es das Misstrauen zwischen den Ethnien, aber auch innerhalb der einzelnen Volksgruppen vertiefte.

### Rücktritt
Im Sommer 1993 kam es vermehrt zu öffentlichen Protesten gegen das Babangida-Regime. Ende August 1993 kam es zu weitreichenden Protesten und Streiks, welche weite Teile der nigerianischen Wirtschaft lahmlegten. Aufgrund des zunehmenden öffentlichen Druckes trat Babaginda schließlich am 27. August zurück und übergab die Regierung an eine kurzlebige Übergangsregierung unter der Führung von Ernest Shonekan, welche nur drei Monate nach der Regierungsübernahme der Diktatur des Generals Sani Abacha weichen musste.

## Menschenrechtsverstöße und Korruptionsvorwürfe
Dem Regime von General Babangida wurden massive Verstöße gegen die Menschenrechte während seiner Präsidentschaft vorgeworfen. 1999 berief der damalige nigerianische Präsident Olusegun Obasanjo die „Human Rights Violation Investigation Commission“ ins Leben. Die Kommission hatte die Aufgabe, die Verstöße gegen die Menschenrechte während der Jahrzehnte der Militärdiktatur in Nigeria zu untersuchen. Der ehemalige Präsident wies alle Korruptionsvorwürfe sowie den Verdacht, am Mord an dem Herausgeber der Wochenzeitung Newswatch, Dele Giwa, im Jahr 1986 beteiligt gewesen zu sein, zurück.

## Leben nach der Präsidentschaft
In der Folge zog sich Babangida zunächst weitgehend aus der Politik zurück, ist aber seit dem Beginn der IV. Republik ab 1999 wieder zunehmend politisch aktiv. Nachdem er bereits mehrmals als ein möglicher Präsidentschaftskandidat gehandelt wurde, erklärte er im April 2010 seine Kandidatur für die Präsidentschaftswahlen im Jahr 2011, zog die Kandidatur dann aber wieder zurück.